# Asger Lundbak
Asger Nielsen Lundbak (7. september 1914 i Søborg – 15. december 1994) var en dansk magister, astronom, lærer og forfatter. Efter afsluttet cand. mag. eksamen i 1940, blev han ansat som lærer ved Askov Højskole, Aalborg Katedralskole og Statens Studenterkursus. Kort efter krigen arbejdede han på Grønland og blev i 1947 ansat ved Meteorologisk Institut og i 1969 udnævnt til statsmeteorolog, i hvilken stilling han arbejdede frem til 1981. 
Han blev gennem årene jævnligt brugt som rumekspert i medierne og var flittig bidragyder til de populære Lexicon udsendelser i radioen ligesom han også leverede artikler til flere leksika. Han udsendte bøgerne Atomet og universet (1949) og Bogen om Månen (1969).